# Августа Датска
Августа Датска (на датски: Augusta af Danmark, Hertuginde af Holstein-Gottorp; на немски: Augusta von Dänemark; * 8 април 1580, замък Колдингхус, Колдинг; † 5 февруари 1639, дворец Хузум, Шлезвиг-Холщайн) от Дом Олденбург, е принцеса от Дания и чрез женитба от 1595 до 1616 г. херцогиня на Шлезвиг-Холщайн-Готорп.

## Живот
Тя е третата дъщеря на датския крал Фридрих II (1534 – 1588) и съпругата му София фон Мекленбург-Гюстров (1557 – 1631), дъщеря на херцог Улрих III фон Мекленбург-Гюстров и принцеса Елизабет Датска. По-малка е сестра на датския крал Христиан IV (упр. 1588 – 1648).
Августа Датска се омъжва на 30 август 1595 г. в Копенхаген за братовчед си херцог Йохан Адолф фон Шлезвиг-Холщайн-Готорп (1575 – 1616), третият син на Адолф I фон Шлезвиг-Холщайн-Готорп и принцеса Христина фон Хесен. Той е внук на крал Фредерик I от Дания (1471 – 1533) и брат на Христина (1573 – 1625), омъжена през 1592 г. за крал Карл IX от Швеция (1550 – 1611). Йохан Адолф умира на 31 март 1616 г. в Шлезвиг. Тя живее след това в дворец Хузум.

## Деца
Августа Датска и Йохан Адолф имат децата: 
- Фридрих III (1597 – 1659), херцог на Шлезвиг-Холщайн-Готорп, женен 1630 г. за Мария Елизабет Саксонска (1610 – 1684)
- Елизабет София (1599 – 1627), омъжена 1621 г. за херцог Август от Саксония-Лауенбург (1577 – 1656)
- Адолф (1600 – 1631), военен
- Доротея Августа (1602 – 1682), омъжена за херцог Йоахим Ернст фон Шлезвиг-Холщайн-Зондербург-Пльон (1595 – 1671)
- Хедвиг (1603 – 1657), омъжена 1620 г. за пфалцграф и херцог Август фон Пфалц-Зулцбах (1582– 1632)
- Анна (1604 – 1623)
- Йохан X (1606 – 1655), протестантски княжески епископ на Любек (1634 – 1655), херцог на Холщайн-Готорп, женен 1640 г. за принцеса Юлия Фелицитас фон Вюртемберг-Вайлтинген (1619 – 1661), дъщеря на херцог Юлиус Фридрих фон Вюртемберг-Вайлтинген
- Христиан (*/† 1 декември 1609)